# Паранатинга (микрорегион)

Паранатинга на карте.

Паранатинга (порт. Microrregião de Paranatinga) — микрорегион в Бразилии, входит в штат Мату-Гросу. Составная часть мезорегиона Север штата Мату-Гроссу. Население составляет 32 896	человек (на 2010 год). Площадь — 46 815,989	км². Плотность населения — 0,70	чел./км².

## Демография
Согласно сведениям, собранным в ходе переписи 2010 г. Национальным институтом географии и статистики (IBGE), население микрорегиона составляет:						
| Полное население                             | Полное население                             | Полное население                             | Полное население                             | 32 896 |
| -------------------------------------------- | -------------------------------------------- | -------------------------------------------- | -------------------------------------------- | ------ |
| в том числе:                                 | Городское население                          | 22 724                                       | Процент городского населения, %              | 69,08  |
|                                              | Сельское население                           | 10 172                                       | Процент сельского населения, %               | 30,92  |
|                                              | Мужское население                            | 17 554                                       | Процент мужского населения, %                | 53,36  |
|                                              | Женское население                            | 15 342                                       | Процент женского населения, %                | 46,64  |
| Плотность населения, чел/км²                 | Плотность населения, чел/км²                 | Плотность населения, чел/км²                 | Плотность населения, чел/км²                 | 0,70   |
| Население микрорегиона в % к населению штата | Население микрорегиона в % к населению штата | Население микрорегиона в % к населению штата | Население микрорегиона в % к населению штата | 1,08   |

## Статистика
- Валовой внутренний продукт на 2003 год составляет 220 316 323,00 реалов (данные: Бразильский институт географии и статистики).
- Валовой внутренний продукт на душу населения на 2003 год составляет 7709,88 реалов (данные: Бразильский институт географии и статистики).
- Индекс развития человеческого потенциала на 2000 год составляет 0,719 (данные: Программа развития ООН).

## Состав микрорегиона
В составе микрорегиона включены следующие муниципалитеты:
1. Гауша-ду-Норти
2. Нова-Бразиландия
3. Паранатинга
4. Планалту-да-Серра